# Destinity
Destinity ist eine französische Melodic-Death-Metal-Band aus Lyon.

## Geschichte
Destinity wurde 1996 vom Gitarristen Stephan Barboni, dem Sänger Mick und dem Schlagzeuger Florent Barboni gegründet. Zu Beginn spielte die Band Black Metal. Seit 2004 mit dem Album In Excelsis Dementia traten vermehrt Death-Metal-Elemente auf und der Bekanntheitsgrad der Band erhöhte sich.
2006 tourten Destinity mit Decapitated durch die Niederlande, Deutschland, Dänemark und die Schweiz. Anschließend veröffentlichten sie ihre Live-DVD 666 % Thrashened Extreme Music. Das Folgejahr brachte einen Vertrag mit Lifeforce Records.
Im November 2012 erschien Resolve in Crimson, das achte Studioalbum der Band. Für den März 2013 wurde eine Europa-Tour mit Deicide bekanntgegeben.
Am 18. Juli 2013 gab die Band auf ihrer Facebook-Seite bekannt, dass sie auf der Suche nach einem neuen Sänger sei, welchen sie gegen Ende des Jahres in Yan Pierrat fanden.

## Diskografie

### Alben
- 1999: Wepts from the Sky
- 2001: Supreme Domination's Art
- 2003: Under the Smell of Chaos
- 2004: In Excelsis Dementia
- 2005: Synthetic Existence
- 2008: The Inside
- 2010: XI Reasons to See
- 2012: Resolve in Crimson
- 2021: In Continuum
- 2025: Ascension

### Musikvideos
- 2012: Black Sun Rising

### Sonstiges
- 2006: 666 % Thrashened Extreme Music (DVD)